# 580 Selene
Az 580 Selene egy a Naprendszer kisbolygói közül, amit Max Wolf fedezett fel 1905. december 17-én.